# Anne-Mieke Ruyten
Johanna Maria Catharina Theresia (Anne-Mieke) Ruyten (Venray, 16 augustus 1960) is een Nederlands actrice en regisseuse. Ruyten volgde tussen 1973 en 1976 een vooropleiding aan de Dansacademie Arnhem. Twee jaar later behaalde ze haar havo-diploma. Ze volgde daarna van 1982 tot 1986 de toneelopleiding bij Studio Herman Teirlinck te Antwerpen.
Ruyten speelde Chris in de televisieserie SamSam en Maud in Kinderen geen bezwaar. Voor laatstgenoemd programma heeft ze ook enkele malen meegewerkt aan de spelregie. In 2014 speelde ze ook in de serie Bar Gezellig op SBS6. Ze woont in Antwerpen en is getrouwd met de Belgische acteur Ron Cornet.

## Theater
- Le Dindon (1985)
- Hoera wij zijn normaal – soliste (1996)
- Schakels – Marianne (1997/1998), van Herman Heijermans
- Anatevka – Tzeitel (de oudste dochter)
- Tsjechov – Lika
- Spotgeesten – Elvira (2000/2001)
- Sneeuwwitje – Koningin (2001/2002)
- The Sound of Music – Barones Elsa Schräder (2002/2003)
- Tita Tovenaar – Grobelia (2005/2006)
- De flat van Jet – Jet (2008)
- Daddy Cool de Musical – Ma Baker (2011/2012)
- Calendar Girls – Annie (2012)
- HEMA de musical – Anja (2012/2013)
- Musicals gone mad – solist (2013)
- Turks bad (theater Antwerpen augustus-september 2013)
- Midzomer (theater Antwerpen)
- De huisvrouwmonologen – Elise (2014)
- Onder de groene hemel – Anna (2015)
- Opvliegers – Ellen (2015/2016)
- Lentekriebels, liedjesprogramma samen met Ernst Daniël Smid – solist (2016)
- Opvliegers 2, in de Sneeuw – Ellen (2016/2017)
- Drs. Down – Maria (2017-2018)
- Oevers – Soloprogramma (2017-heden)
- Charley, de komische musical – Ella van Vlissingen (2018-2019)[2]
- Tussen Zussen – Linda (2020-2021, reprise 2022-2023)
- Little Women – Aunt March (2021)
- Dagboek van een herdershond- mevrouw Bongaerts (2022)
- Het was Zondag in het Zuiden – Mie Dreesens (2023, reprise 2024)
- Jubileumvoorstelling 'Met gelijke Munt' - Ida (2025)

## Film
- Erik of het klein insectenboek – moeder van Erik (2004)
- Sinterklaas en de Pepernoten Chaos – moeder Jennie (2013)
- Dagboek van een Herdershond – mevrouw Bongaerts (2022)
- Dochters - Vera (2025)

## Televisie
- SamSam – Christien 'Chris' Meeuwisse (1994-2001)[1]
- Kees & Co – Marleen (gastrol, aflevering Body Talk)
- Spijkerhoek – Yvonne (1992-1993)
- Zeg 'ns Aaa – Zuster Annet (seizoen 10 aflevering 18)
- Postbus X – Bea (1988)
- Het rijk van Verhoeff
- Zaterdagavondcafé – Christien Zwaan (1992-1993)
- De Victorie (1994)
- De Sylvia Millecam Show – Bruis (aflevering Volgende keer beter, 1994)
- Ik Mik Loreland – Aap (1994-1995)
- Rang 1 – Annemie Raes (2011)
- Kinderen geen bezwaar – Maud Zegers (2004 – 2013). Ruyten deed ook spelregie voor de comedy.
- Bar Gezellig – Cindy (2014)
- Familie – Marianne Maes (2019)
- De twaalf – Vera (2019, Netflix Original serie)
- Flikken Maastricht – Carmen (2020)
- Ik u ook – Jossée De vos (2020)
- Woeste grond – Grada (2024)

## Stem
- Ratjetoe (tekenfilm) – Angeliekje (vanaf 2000, ter vervanging van Angélique de Boer)
- Zeus and Roxanne – Mary-Beth Dunhill
- Darkwing Duck (animatieserie) – Kwekkelien (Gosalyn)
- Tiny Toon Adventures (animatieserie) – Babs Bunny
- Watership Down (animatieserie) – Primrose
- Weardo's (tekenfilm)
- George of the Jungle (film) – Ursula
- Free Willy (de eerste film)
- Winnie de Poeh (tekenfilm) – Roe
- De Moomins 'May' (tekenfilm/serie)
- Freddie de koele kikker (animatiefilm) – Daffers, Nessie, en Prins Frederic
- Budgie de Kleine Helikopter – Pippa
- The Fairytaler - verschillende personages
- What's with Andy? – moeder van Andy